# Pierrel
Pierrel è un fornitore globale dell'industria farmaceutica e delle bioscienze, specializzato nella ricerca e sviluppo (contract research), nella produzione farmaceutica per conto terzi di medicinali (contract manufacturing) e nello sviluppo, registrazione e licensing di nuovi farmaci o formulazioni (Pierrel Pharma). 
La sua sede legale e operativa è a Capua (CE), Italia.
La società è quotata sul mercato MTA organizzato e gestito da Borsa Italiana, dove è presente nell'indice FTSE Italia Small Cap.

## Storia
Pierrel opera nel settore farmaceutico dal 1948. Nel 1997 P Farmaceutici acquisisce Pierrel e avvia un ampio piano di riorganizzazione delle attività che prevede la focalizzazione sulle due aree di business di contract research e contract manufacturing.
Nel giugno 2005, al fine di rafforzare l'attività di contract manufacturing, P Farmaceutici costituisce Pierrel Srl (poi trasformata in Spa) conferendole successivamente il ramo di azienda rappresentato dallo stabilimento di produzione di Capua e dal marchio “Pierrel”. Nel luglio 2005, Pierrel acquista il 51% di PharmaPart Ag, società svizzera operante nella ricerca e sviluppo su commessa di prodotti farmaceutici, dando vita a un Gruppo integrato specializzato nell'esternalizzazione di servizi di ricerca, sviluppo e produzione di farmaci.
Nel maggio del 2006, la società si quota in Borsa a Milano.

## Attività
Il Gruppo Pierrel è uno dei principali produttori europei di anestetici locali e dentali.
La divisione CRO, Pierrel Research, con oltre 20 società controllate, opera sia in Europa sia negli USA, fornendo consulenza e servizi integrati per la ricerca e sviluppo di nuove molecole e medicinali. Lo stabilimento produttivo di Capua, nei pressi di Caserta (Italia), ha ricevuto l'autorizzazione da parte della FDA per la produzione in asepsi di farmaci a uso iniettabile.

## Azionariato
I principali azionisti sono: 
- Raffaele Petrone, imprenditore napoletano, che attraverso FinPosillipo Spa ha in mano una quota del 51,306%
- Rosario Bifulco, che attraverso BOOTES S.r.l., detiene la quota del 21,150%
- Il mercato per il 27,544%. La società è quotata in borsa dal 2006.

Aggiornamento al 22/06/2023.

## Consiglio di amministrazione
- Presidente dott. Raffaele Petrone
- Vice Presidente Ing. Rosario Bifulco
- Amministratore Delegato Dott. Fulvio Citaredo
- Consigliere dott.ssa Maria Paola Bifulco
- Consigliere dott.ssa Fernanda Petrone
- Consigliere Indipendente Dott.ssa Alessandra Piccinino
- Consigliere Indipendente Dott. Mauro Fierro

Fonte: Pierrel Group

## Dati finanziari
Pierrel S.p.A. per l'esercizio chiuso al 31 dicembre 2012 ha registrato ricavi per Euro 12,9 milioni e un risultato netto negativo pari ad Euro 8,6 milioni.
Il Gruppo Pierrel al 31 dicembre 2012 ha segnato ricavi consolidati pari a Euro 41,53 milioni e un risultato netto negativo di complessivi Euro 11,74 milioni, di cui Euro 10,98 milioni di competenza del Gruppo e Euro 0,27 milioni di spettanza di terzi.